# Cantimpalos
Cantimpalos ist ein Ort und eine Gemeinde (municipio) mit 1.427 Einwohnern (Stand: 2024) in der zentralspanischen Provinz Segovia in der Autonomen Region Kastilien-León. 

## Lage und Klima
Cantimpalos liegt in der kastilischen Meseta in ca. 910 m Höhe ungefähr 16 km (Fahrtstrecke) nordnordwestlich der Provinzhauptstadt Segovia. Das Klima ist gemäßigt bis warm; Regen (ca. 594 mm/Jahr) fällt mit Ausnahme der trockenen Sommermonate übers Jahr verteilt.

## Bevölkerungsentwicklung
| Jahr      | 1970 | 1981 | 1991 | 2001 | 2011 | 2021 |
| Einwohner | 1433 | 1373 | 1332 | 1270 | 1427 | 1346 |

## Sehenswürdigkeiten
- Kirche der Unbefleckten Empfängnis
- Christuskapelle

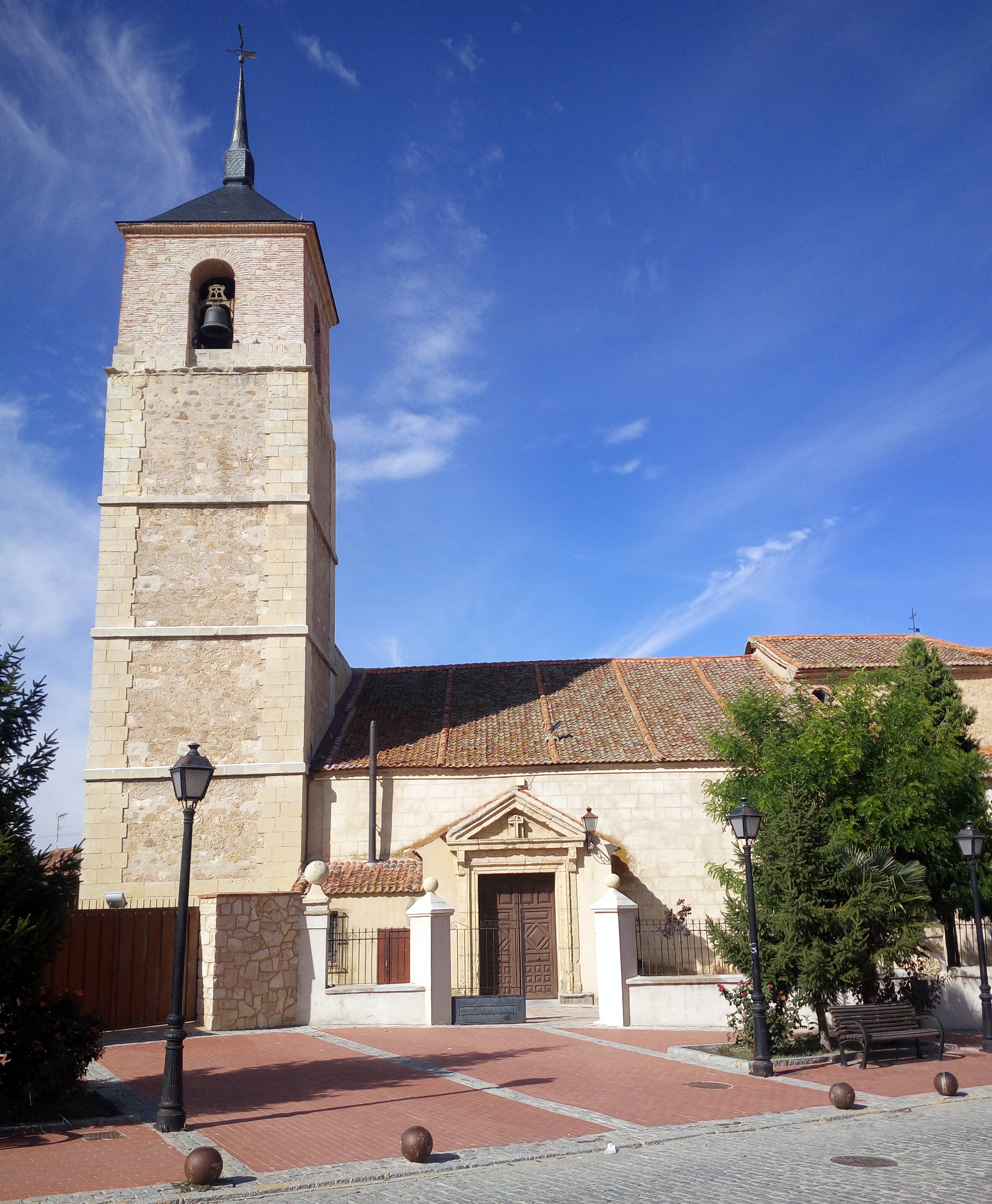
Kirche der Unbefleckte Empfängnis
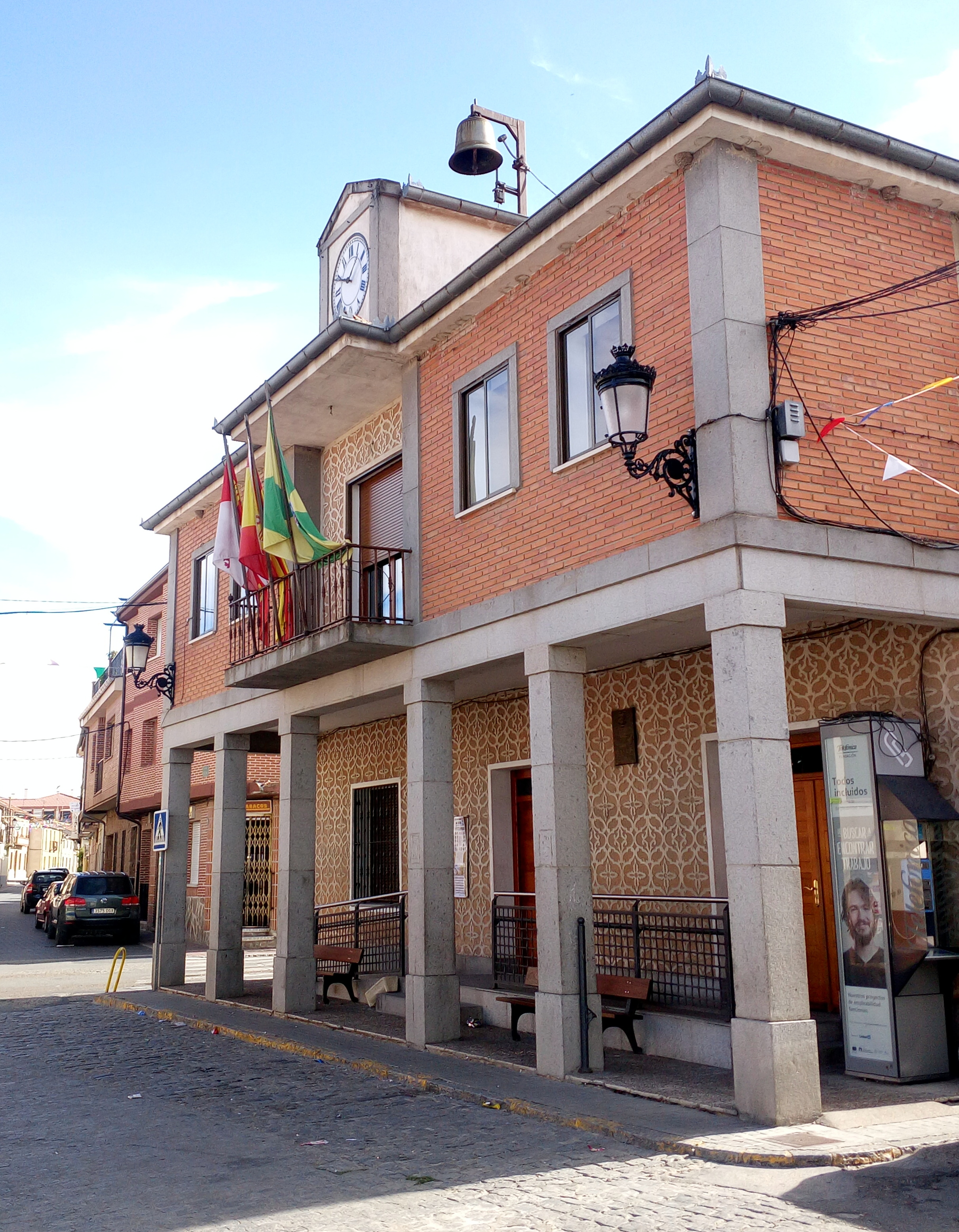
Rathaus